# Bister VS
| VS ist das Kürzel für den Kanton Wallis in der Schweiz. Es wird verwendet, um Verwechslungen mit anderen Einträgen des Namens Bister zu vermeiden. |

Bister ist eine Munizipalgemeinde und eine Burgergemeinde im Schweizer Kanton Wallis. Sie gehört zum Bezirk Östlich Raron.
Mit 33 Einwohnern (Stand Ende 2019) ist sie die kleinste Gemeinde des Wallis und eine der kleinsten Gemeinden der Schweiz. Das Gemeindegebiet ist Teil des Landschaftsparks Binntal.

## Geographie
Bister liegt im oberen Wallis auf der Südseite des Tals am Fuss des Bättlihorn (2992 m ü. M.). Der Rotten bildet die Nordgrenze der Gemeinde, welche aus dem Dorf Bister und den Weilern Bänna, Chrizacher und Egga sowie einigen Alpweiden besteht. Nachbargemeinden sind Grengiols im Osten, Termen im Süden und Mörel-Filet im Westen und Norden. Das gesamte Gemeindegebiet von Bister liegt seit 2009 innerhalb des Landschaftsparks Binntal und bildet damit die westliche Grenze des Naturparks.

## Bevölkerung
| Bevölkerungsentwicklung | Bevölkerungsentwicklung | Bevölkerungsentwicklung | Bevölkerungsentwicklung | Bevölkerungsentwicklung | Bevölkerungsentwicklung | Bevölkerungsentwicklung | Bevölkerungsentwicklung | Bevölkerungsentwicklung | Bevölkerungsentwicklung | Bevölkerungsentwicklung | Bevölkerungsentwicklung | Bevölkerungsentwicklung |
| ----------------------- | ----------------------- | ----------------------- | ----------------------- | ----------------------- | ----------------------- | ----------------------- | ----------------------- | ----------------------- | ----------------------- | ----------------------- | ----------------------- | ----------------------- |
| Jahr                    | 1850                    | 1900                    | 1941                    | 1950                    | 2000                    | 2010                    | 2012                    | 2013                    | 2014                    | 2015                    | 2016                    | 2017                    |
| Einwohner               | 118                     | 110                     | 91                      | 72                      | 33                      | 33                      | 30                      | 30                      | 33                      | 31                      | 30                      | 32                      |

Ende 2019 zählte die Gemeinde 33 Einwohner. Sie ist eine der kleinsten Gemeinde der Schweiz. Den grössten Teil der Einwohner bilden Bauern, Lehrpersonen oder Pensionierte.

## Politik

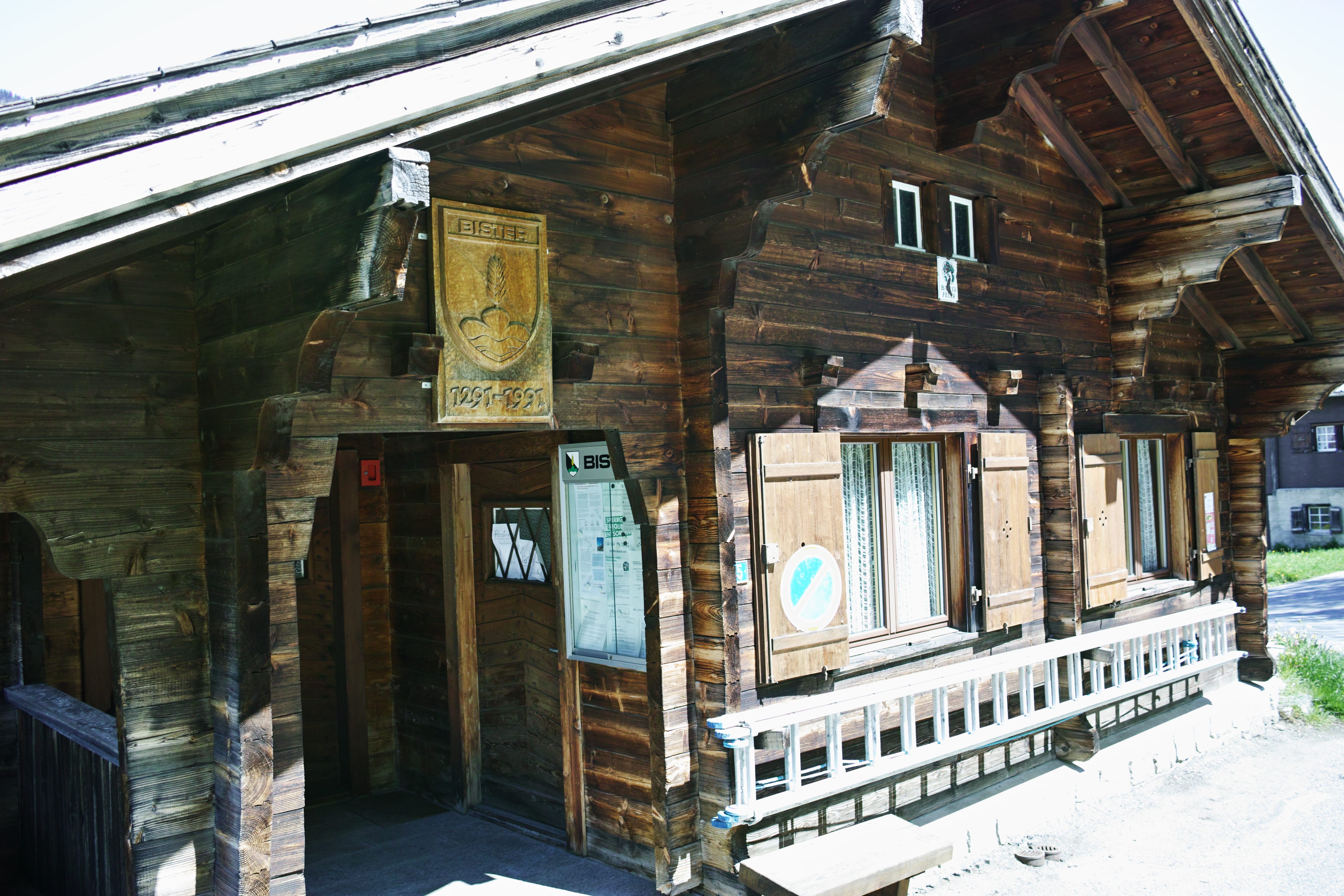
Bister, Gemeindehaus

Die Gemeinde Bister wurde vom amtsältesten Gemeindepräsidenten der Schweiz geführt. Edwin Zeiter wurde 1972 in den Gemeinderat gewählt und schon 1976 zum Gemeindepräsidenten. Am 27. August 2017 wurde eine Feier zu seinem 40. Jubiläum in Bister gehalten. Mehrmals wurde er an Gemeinderatswahlen mit 100 % der Stimmen gewählt. Im Herbst 2024 trat er nicht mehr zur Wiederwahl an und schied Ende Jahr aus dem Amt.